# Zdrój Karol
Karol (początkowo Quelle) – według historii uzdrowiska jedno z dwóch najstarszych, po zdroju Głównym, źródeł mineralnych wód leczniczych eksploatowanych w Krynicy-Zdroju.
Po raz pierwszy zostało poddane naukowej analizie przez badającego krynickie zdroje radcę górniczego, profesora Uniwersytetu Lwowskiego Baltazara Hacqueta oraz opisane w jego pracy pt. Neueste physicalische Reisen in den Jahren 1788-1795 durch die dacischen und sarmatischen Karpathen wydanej w 1796. Była to szczawa wodorowęglanowowapniowa z dużą ilością kwasu węglowego stosowana jako woda dietetyczna.
Obecnie źródło już nie istnieje.